# Valli Valli
Valli(e) Valli, nata Valli Knust (Berlino, 11 febbraio 1882 – Londra, 4 novembre 1927), è stata un'attrice teatrale e cinematografica inglese.
Stella del teatro musicale, Valli Valli discendeva da un'antica famiglia e visse gran parte della sua vita nel Regno Unito. Suo fratello era capitano dei fucilieri reali e combatté in Francia nella prima guerra mondiale. Aveva anche un altro fratello, Cyril Knust e due sorelle. Tutte e due le sorelle, Lulu (1887-1964) e Ida, diventarono attrici. Suo cognato Philip Curtiss, il marito di Ida, scrisse nel 1921 Mummers in Mufti.

## Biografia
Anche se nata a Berlino, Valli Valli era inglese. Venne educata a Londra e a Parigi. A dodici anni, fece la sua prima apparizione sul palcoscenico in Gentle Ivy (1894) al Terry's Theatre di Londra. Dopo aver recitato a Berlino nella commedia musicale Morocco Bound, ritornò nella capitale inglese. Al Drury Lane Theatre, impersonò una bambola danzante nella versione per pantomima di Cenerentola.
Donna di grande bellezza, l'attrice apparve in numerosi spettacoli, tra i quali The Queen of Hearts, Purple Road e The Duke's Motto. Andò più di una volta in tournée negli Stati Uniti. La prima volta fu nel 1905, con l'operetta Veronique, dove Valli aveva il ruolo di Sophie. Vi ritornò nel 1908 con il musical Kitty Grey. Nell'autunno dell'anno seguente, riapparve nella versione americana di The Dollar Princess nel ruolo di Alice Cowder. Nel 1916, partecipò a The Cohan Revue di George M. Cohan. L'ultimo suo ruolo a Broadway fu nel 1919 in Miss Millions al Punch and Judy Theatre.

### Ultimi anni
Nella sua carriera, Valli interpretò quattro film, tutti girati tra il 1915 e il 1916. Nel 1917, si sposò con Louis Dreyfus, a capo della casa musicale Harms, Day and Hunter che poi divenne produttore teatrale.
Valli morì nella sua casa di Hampstead (Londra), nel 1927 all'età di 45 anni.

## Spettacoli teatrali
- Veronique, di Henry Hamilton (Broadway, 30 ottobre 1905)
- Kitty Grey (Broadway, 25 gennaio 1909)
- The Dollar Princess (Broadway, 6 agosto 1909)
- The Purple Road (Broadway, 7 aprile 1913)
- The Queen of the Movies (Broadway, 12 gennaio 1914)
- The Cohan Revue of 1916, di George M. Cohan (Broadway, 9 febbraio 1916)
- Miss Millions, di R.H. Burnside (Broadway, 9 dicembre 1919)

## Filmografia
- The High Road, regia di John W. Noble (1915)
- The Woman Pays, regia di Edgar Jones (1915)
- The Turmoil, regia di Edgar Jones (1916)
- Her Debt of Honor, regia di William Nigh (1916)